# Prnjavor
Prnjavor (srbsky Прњавор) je město a opština v regionu Banja Luka v Bosně a Hercegovině. Nachází se mezi opštinami Derventa a Banja Luka.
Na území opštiny o rozloze 631 km² žilo v roce 1991 46 894 obyvatel v dohromady 63 sídlech. Samotné město je ale velmi malé, nachází se v nadmořské výšce 185 m a jeho rozloha je pouhých 5,5 km². Nedaleko města se nacházejí lázně Kulaši, s léčivými minerálními prameny. Většinu obyvatel Prnjavoru i přilehlého okolí tvoří Srbové (71 % v roce 1991), po roce 1995 toto číslo pak ještě vzrostlo. Existují zde ale i menšiny dalších národů BiH a také i historická menšina ukrajinská.